# Knight's Armament Company PDW
 (juin 2012).
Le contenu est difficilement compréhensible vu les erreurs de traduction, qui sont peut-être dues à l'utilisation d'un logiciel de traduction automatique.

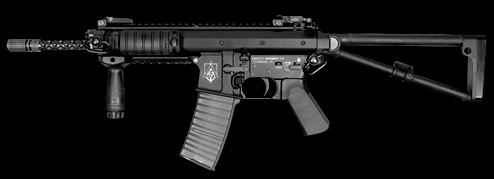
Un KAC PDW.

Le Knight's Armament Company 6x35mm PDW (KAC PDW) est une arme de défense personnelle expérimentale fabriquée par l'entreprise américaine Knight's Armament Company (en) (KAC). Elle tire une cartouche de 6 mm optimisée pour être tirée par des armes à canons courts. 

## Description
Comme toute arme de défense personnelle, le KAC PDW est prévue pour être compact et très léger (comme un pistolet-mitrailleur), mais il possède une portée utile un peu plus grande (beaucoup plus que les fusils compacts du même type, 250-300m). Elle est en dotation auprès des troupes qui ne sont pas des unités de combats, mais qui auraient besoin d'avoir une bonne arme défensive en cas d'attaque, comme les conducteurs de transport de troupes, les artilleurs, grenadiers voltigeurs, unités de cavaleries, unités d'aviations et toutes autres troupes de soutien.

## Détails de la conception
Le KAC PDW combine un tout nouveau système de composant. La partie inférieure (le lower receiver), maintient le chargeur et la gâchette. Il s'agit essentiellement d'une version raccourcis de la partie basse (lower) d'un M16.
Il s'agit de la première arme conçue par imprimante 3D, ce qui procure les mêmes contrôles offerts aux utilisateurs habitués à la manipulation de leur carabine.[pas clair] La cartouche, le haut de l'arme et le système d'opération mécanique sont tous développé par KAC (en).
Le KAC PDW dispose d'une crosse rabattable sur le côté droit de l'arme, contrairement aux M16 et du M4 qui ont leur ressort anti-recul dans la crosse, qui ne peut donc pas se télescoper entièrement ni se rabattre sur le côté. Le canon a été allégé avec un nouveau système de conception.

### Cartouche
Le KAC PDW tire une cartouche 6.5x35 mm, un centimètre plus courte que les cartouches de 5.56 Otan (5.56x45mm). Tiré par des canon entre 8'' et 10" (203 à 250 mm), le KAC PDW a donc un moins bon un pacte de ses ogives mais elle a une vitesse plus élevée ce qui implique une meilleure transpairtion des chaires et des protections balistiques. le dimensionnement de ces cartouches on était optimisé pour ce style d'armes à canons courts.

### Fonctionnement de mécanisme
Selon l'article passant en revue l'arme, le KAC PDW possède deux pistons pour l'éjection des gaz chauds sur le canon, évacuant ainsi mieux la chaleur, localisé sur le dessus de la culasse, de droite à gauche. Le ressort est localisé sur le dessus, entre les deux pistons.

## Historique
La nouvelle arme a été présentée en 2006 à Albuquerque, Nouveau-Mexique. Certains journalistes ont eu entre les mains un exemplaire dès 2006 SHOT Show.

## Challengers
Les armes incluant le design :
Carabines, tel que
- M4 carabine
- SIG 552 Commando
- Heckler & Koch G36C
- Heckler & Koch HK416C
- AKS-74U

Armes de défenses personnelles, tel que
- FN P90
- Heckler & Koch MP7
- Heckler & Koch MP5K
- PP-2000